# Chiesa di San Piero (Campi Bisenzio)
La chiesa di San Piero è la chiesa parrocchiale dell'omonima frazione del comune di Campi Bisenzio, anche se parte del suo territorio ecclesiastico è compresa nel comune di Signa.

## Storia e descrizione
La chiesa, che si trova nel rione del Gorinello, è attestata fin dal XII secolo ed è dedicata ai santi Pietro e Paolo.
Nonostante il suo buon stato di conservazione storico rispetto ad altre chiese della zona, l'edificio subì gravissimi danni in occasione dell'alluvione del 4 novembre 1966 e la maggior vittima fu proprio la sua testimonianza artistica più preziosa, ossia una Madonna con Bambino (XIV secolo) per cui in passato fu fatto persino il nome di Cimabue, poi attribuita al Maestro delle Immagini Domenicane. La tavola, rimasta sommersa da oltre tre metri e mezzo di acqua e fango, fu salvata grazie al tempestivo intervento dell'allora assessore Ugo Bacci e del priore di Santa Maria a Campi, Don Giorgio Capaccioli, che si recarono a recuperarla appena fu possibile. La tavola, danneggiatissima, sottoposta ad un delicato restauro, è stata solo riportata nella chiesa.
Nella chiesa si conserva inoltre una lunetta in terracotta policroma invetriata proveniente dal portale principale, con la Madonna col Bambino tra i santi Pietro e Paolo, riferita alla bottega dei Buglioni. 
In occasione della ricorrenza patronale dei santi Pietro e Paolo (29 giugno), ogni anno dal 1974 a cavallo fra giugno e luglio il circolo parrocchiale MCL Il Gorinello ospita la Festa dei Patroni: una sagra i cui piatti principali sono a base di pecora. 

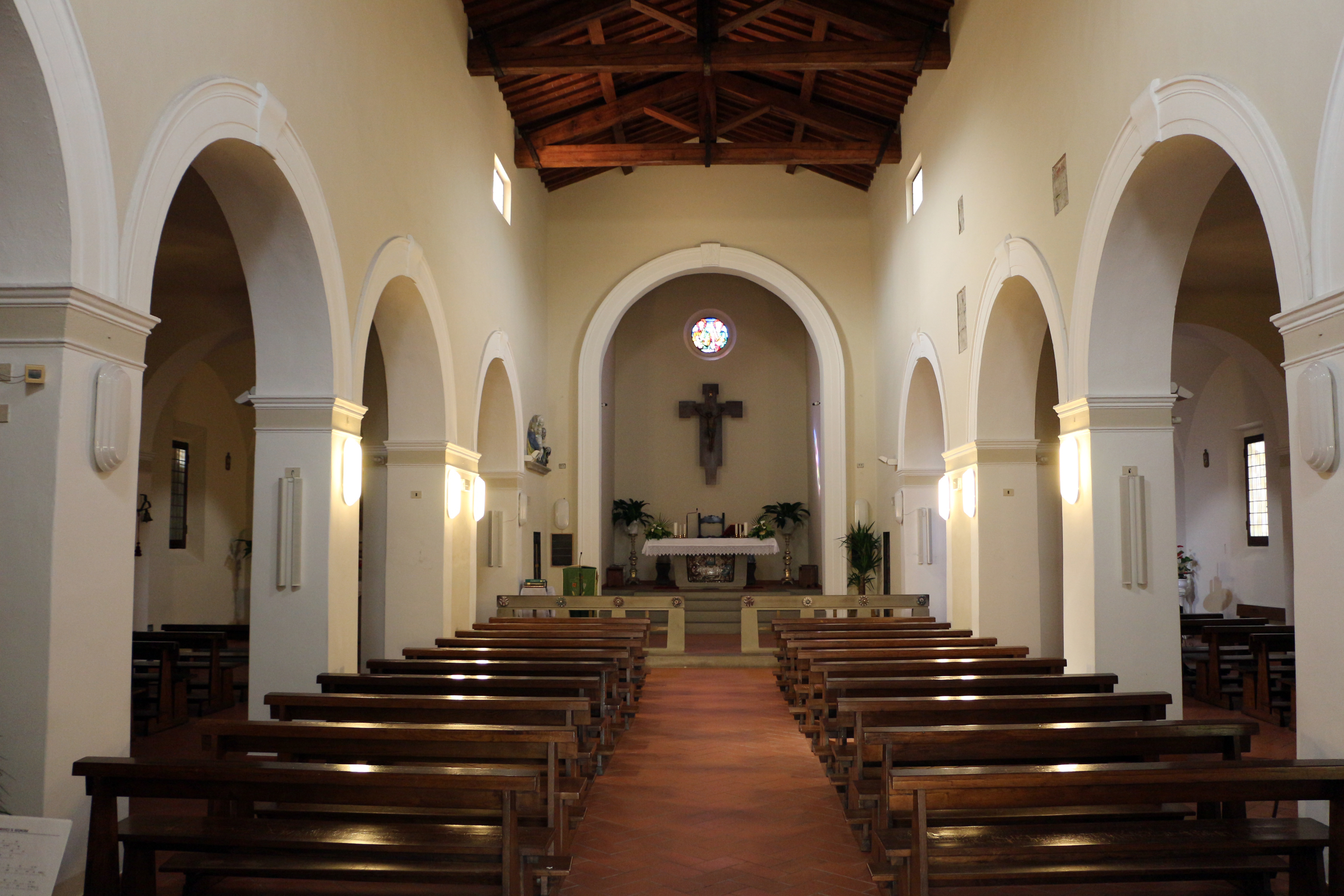
Interno
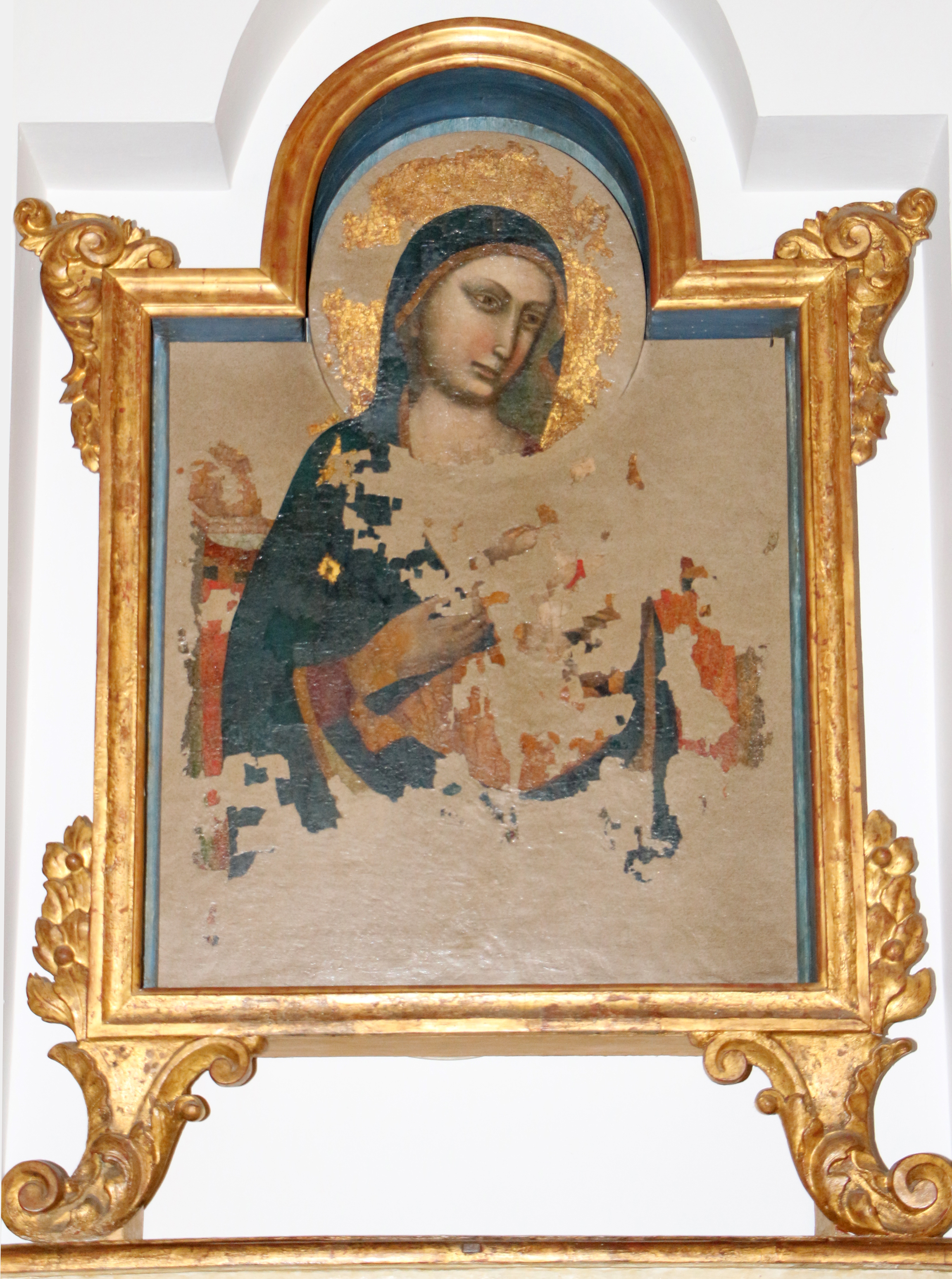
La Madonna
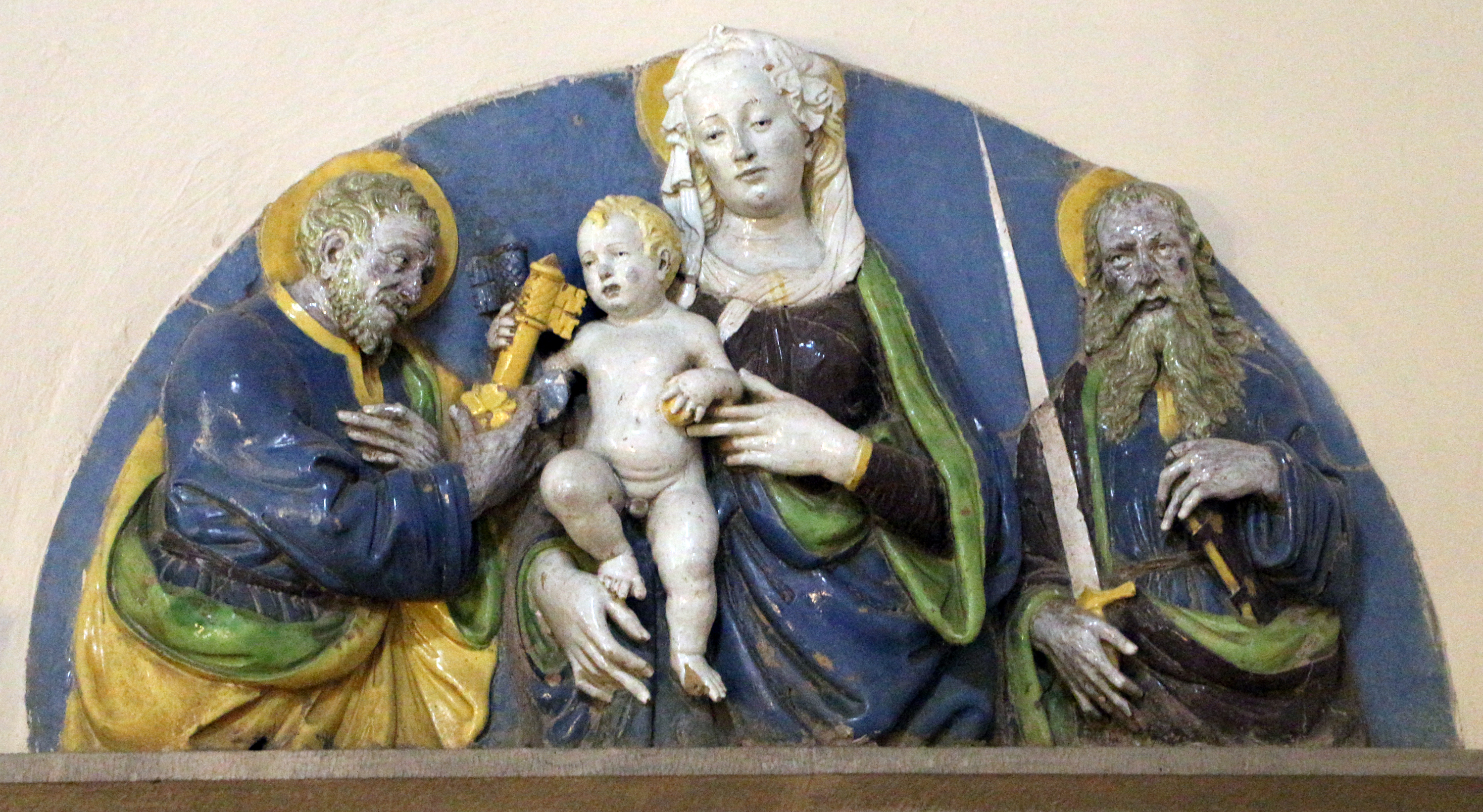
La lunetta